# Кашевский, Казимир
Казимир Ян Каше́вский (пол. Kazimierz Kaszewski; 5 марта 1825 — 30 июня 1910) — польский писатель и критик.
Читал лекции по психологии и логике в варшавской Главной школе, которую оставил при её преобразовании в университет. Сотрудничал с журналом «Kłosy». 
Главный труд Кашевского — «История греческой литературы» (пол. Historya literatury greckiej; Варш., 1880). Кроме того, ему принадлежат монографии о позитивизме, греческом театре, Вольтере, Камоэнсе, об эстетике, о душе и проч. Классическими считаются его переводы на польский язык трагедий Софокла и Эсхила, лирики Анакреонта, а также произведений французской и немецкой литератур.

## Избранная библиография
- Wypisy z autorów starożytnych (1880)
- Nauka logiki i jej korzyści (1861)
- Jan Amos Komeński (1862)
- Życie i pisma Salomona Majmona (1862)
- On będzie moim (1867)
- Pozytywizm, jego metoda i następstwa (1869)
- Kształcenie kobiet w Stanach Zjednoczonych Ameryki (1870)
- Krytyka literacka i jej trudności (1872)
- Luiz Camoens i jego dzieło (1880)
- Powieści ludowe Kraszewskiego (1880)
- Historia literatury greckiej (1881)
- Klasycyzm w szkołach (1886)
- Istota i zadanie powieści (1897)
- Gimnazjum (1899)
- Powołanie do badań oświaty polskiej (1902)
- Szacunek dla dziecka (1902)